# Nyemba (langue)
Pour les articles homonymes, voir Nyemba.
Le nyemba, aussi appelé ngangela est une langue bantoue parlée par les Nyembas en Angola. Elle appartient au sous-groupe de langues ngangela, avec le luchazi, le lwimbi, le mbwela (en), et le yauma.